# Scheßlitz
Scheßlitz è un comune tedesco di 7 158 abitanti, situato nel land della Baviera.
Il comune comprende i seguenti villaggi (tra parentesi il numero degli abitanti nel 2005):

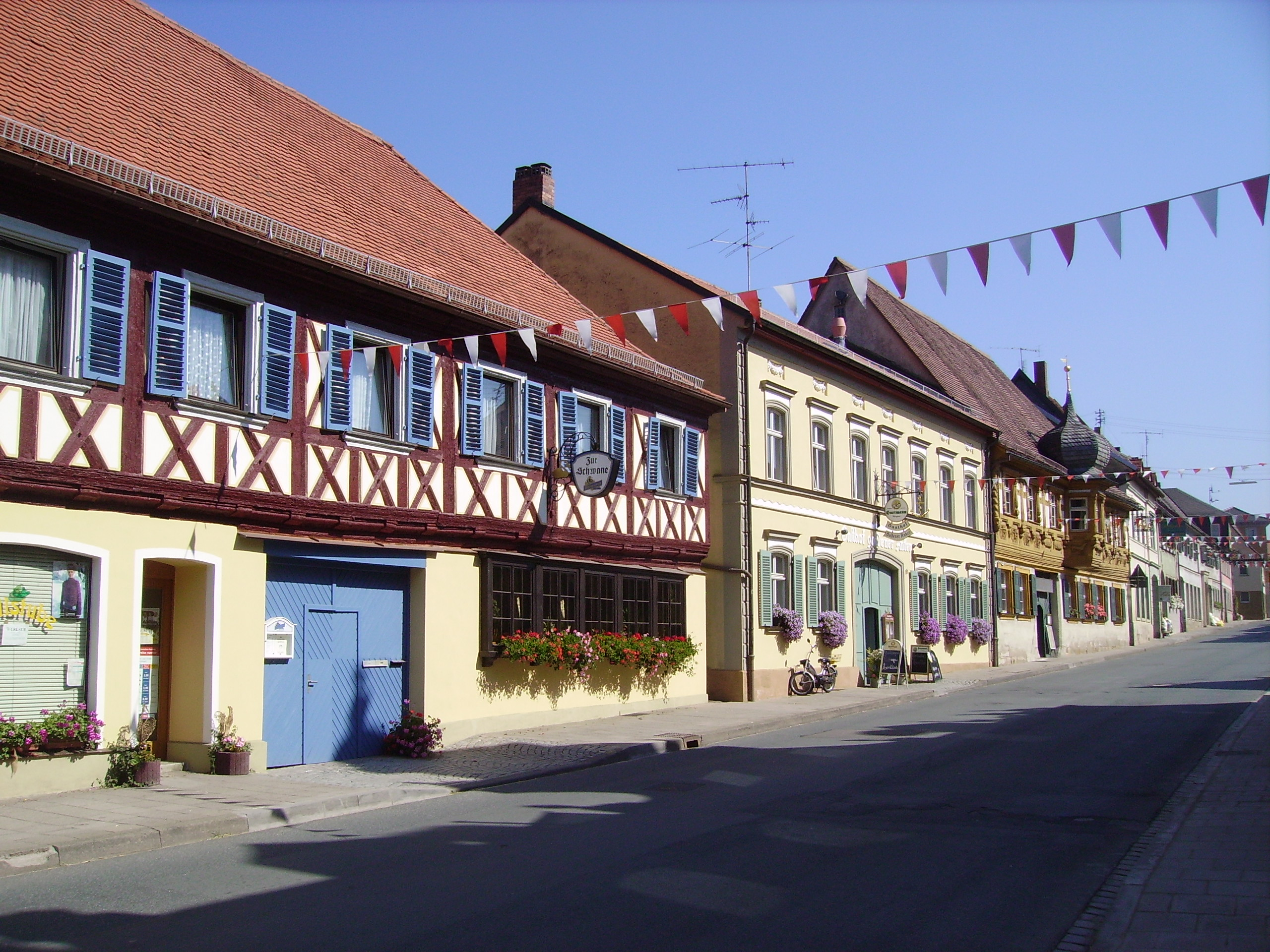
Scheßlitz
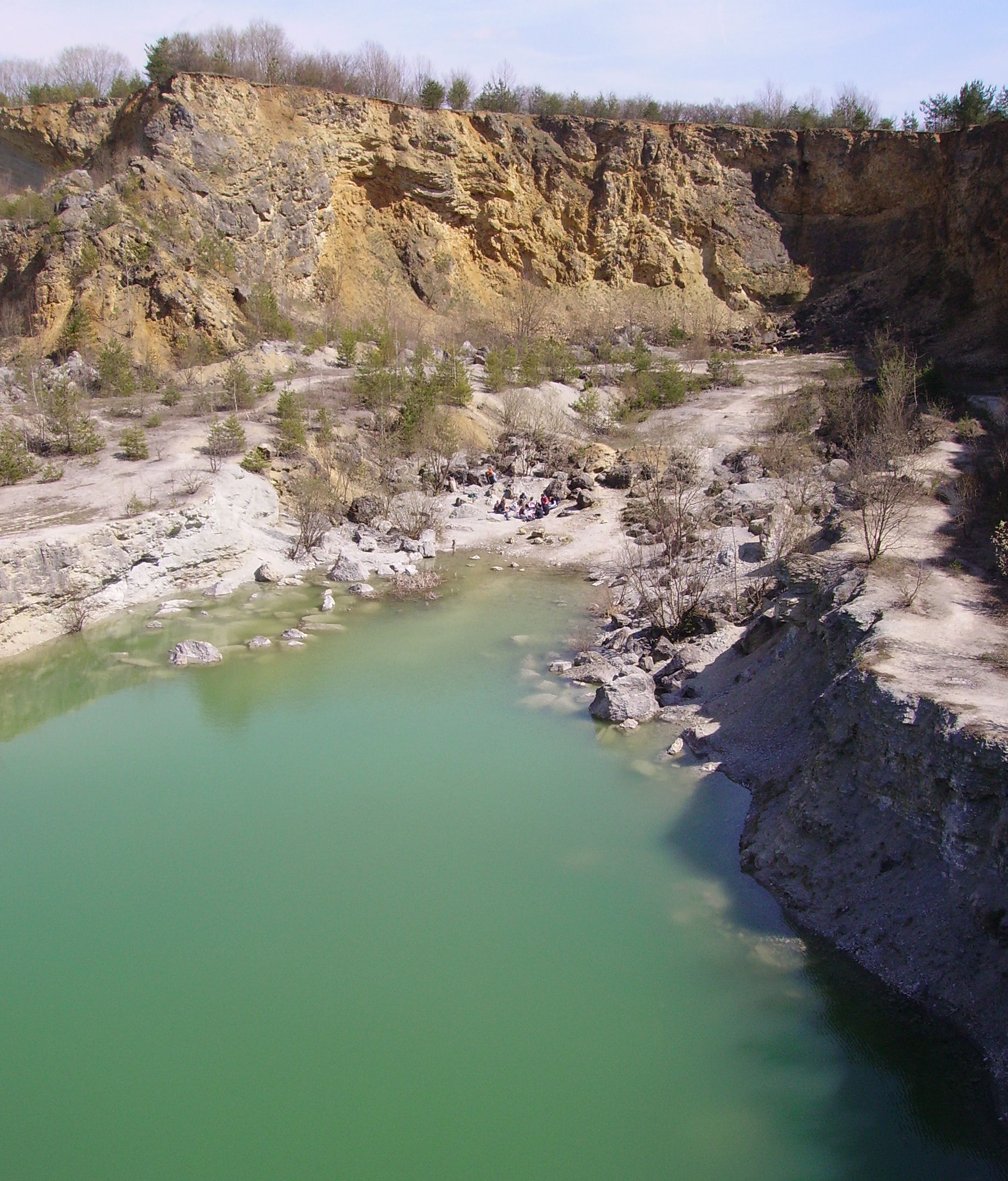
Ludwag
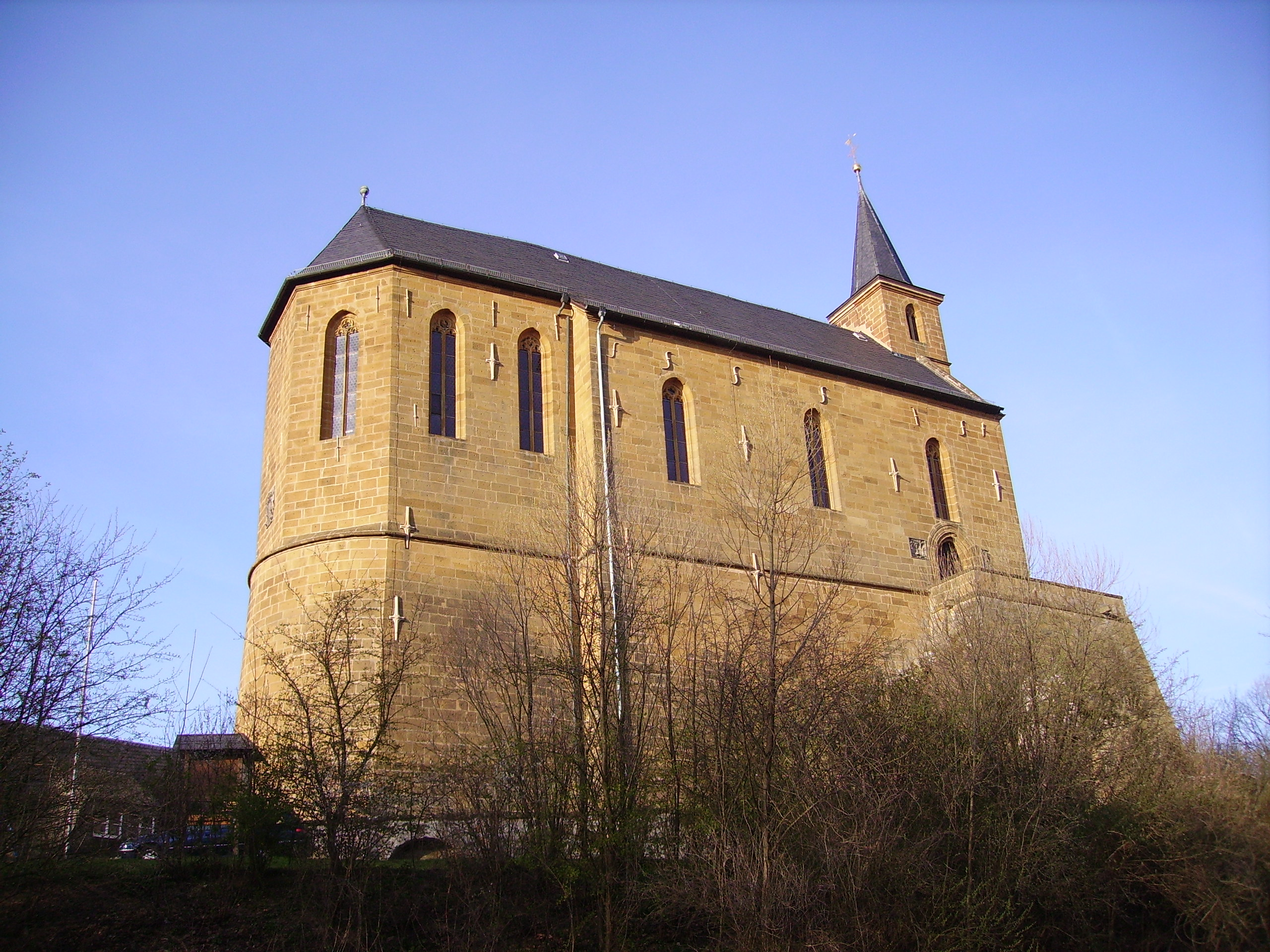
Gügel
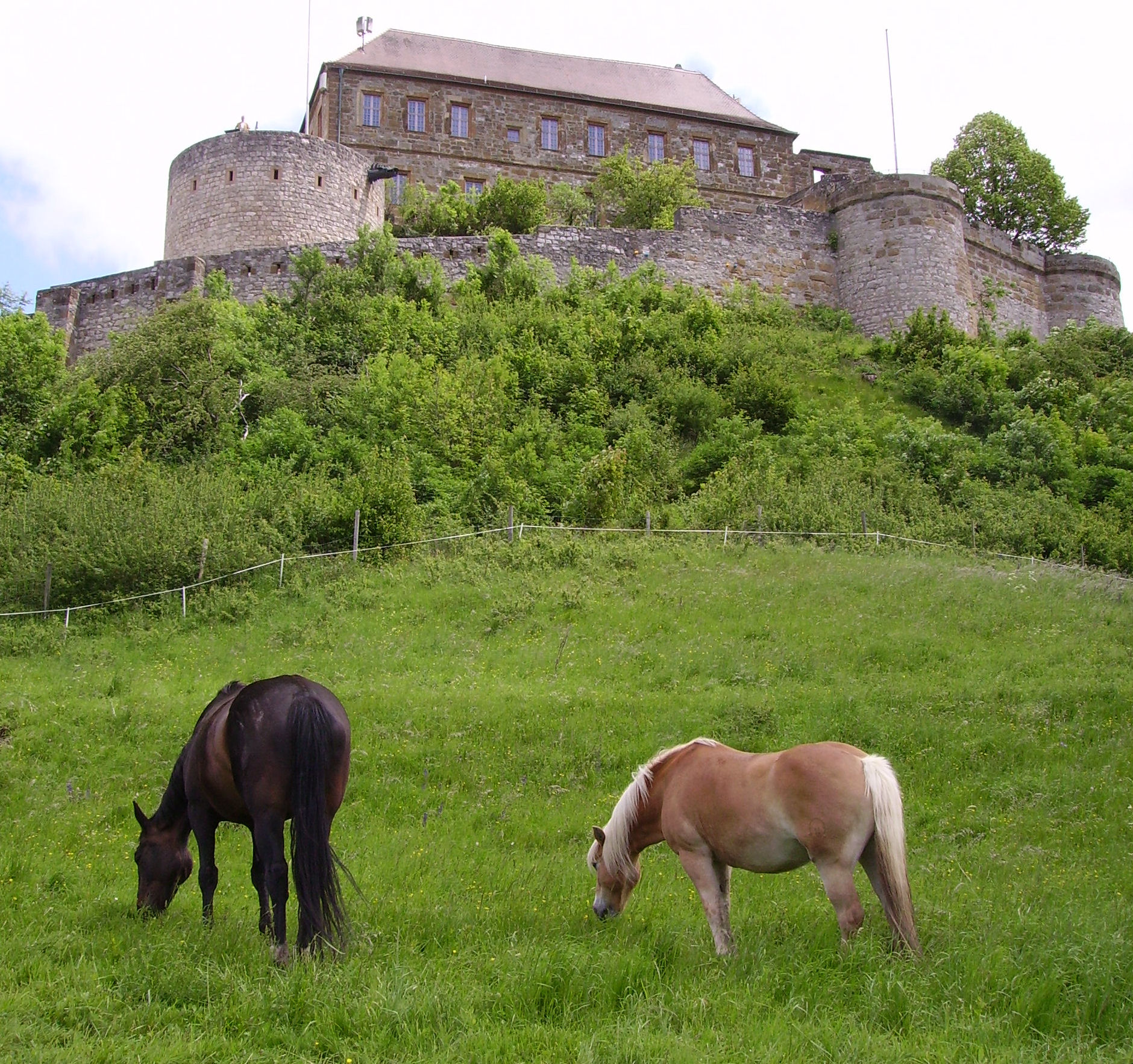
Giechburg

- Burgellern (378)
- Burglesau (203)
- Demmelsdorf (312)
- Dörnwasserlos (82)
- Doschendorf (24)
- Ehrl (119)
- Giechburg (2)
- Gügel (0)
- Köttensdorf (125)
- Kübelstein (126)
- Ludwag (145)
- Neudorf bei Scheßlitz (115)
- Pausdorf (102)
- Peulendorf (174)
- Pünzendorf (72)
- Roschlaub (73)
- Roßdach (97)
- Scheßlitz, sede comunale (2.548)
- Schlappenreuth (86)
- Schrautershof (6)
- Schweisdorf (187)
- Starkenschwind (199)
- Straßgiech (555)
- Stübig (215)
- Weichenwasserlos (73)
- Weingarten (21)
- Wiesengiech (571)
- Windischletten (224)
- Würgau (329)
- Zeckendorf (231)

- Scheßlitz
- Ludwag
- Gügel
- Giechburg